# George Allison (Fußballtrainer)
George Allison (* 24. Oktober 1883 in Darlington; † 13. März 1957 in London) war ein englischer Fußballtrainer, Fußballfunktionär, Sportjournalist und Rundfunksprecher.

## Leben und Karriere
Allison begann seine journalistische Karriere in seiner nordöstlichen Heimat, bevor er 1905 nach London zog. Zum FC Arsenal kam Allison als Rundfunksprecher. Allison kommentierte das allererste FA-Cup-Finale des FC Arsenal gegen Cardiff City 1927. Außerdem war er bekannt für seine Moderation bei bekannten Hunderennen in England. Später wurde er Präsident des FC Arsenal, eine Funktion, die er bis zum überraschenden Tod des damaligen Trainers Herbert Chapman innehatte, was zur Folge hatte, dass er 1934 Trainer der ersten Mannschaft wurde. Mit der Mannschaft gewann er als Coach zweimal die englische Meisterschaft und einmal den englischen Pokal. Der Erfolgstrainer trat sogar im Film The Arsenal Stadium Mystery von 1939 auf, wo er eine Sprechrolle hatte. Allison war einer der ersten Trainer, der viele Helfer hatte, unter ihnen Joe Shaw und Tom Whittaker, die das Training leiteten. 1947, zwei Jahre nach dem Zweiten Weltkrieg, beendete er seine Karriere als Trainer. George Allison starb am 13. März 1957 im Alter von 73 Jahren an einer schweren langwierigen Krankheit.

### Erfolge
als Trainer 
- 2 × englischer Meister mit dem FC Arsenal (1935, 1938)
- 1 × englischer Pokalsieger mit dem FC Arsenal (1936)

| Personendaten    | Personendaten                                                             |
| ---------------- | ------------------------------------------------------------------------- |
| NAME             | Allison, George                                                           |
| ALTERNATIVNAMEN  | Allison, George Frederick (vollständiger Name)                            |
| KURZBESCHREIBUNG | englischer Fußballtrainer und Sportjournalist                             |
| GEBURTSDATUM     | 24. Oktober 1883                                                          |
| GEBURTSORT       | Darlington, England, Vereinigtes Königreich von Großbritannien und Irland |
| STERBEDATUM      | 13. März 1957                                                             |
| STERBEORT        | London, England, Vereinigtes Königreich                                   |